# Thiên Lôi Vô Vọng

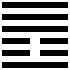
Trận đồ quẻ Thiên lôi vô vọng

Quẻ Thiên Lôi Vô Vọng, đồ hình |::||| còn gọi là quẻ Vô Vọng (無妄 wu2 wang4), là quẻ thứ 25 trong Kinh Dịch.
- Nội quái là ☳ (|:: 震 zhen4) Chấn hay Sấm (雷).
- Ngoại quái là ☰ (||| 乾 qian2) Càn hay Trời (天).

Giải nghĩa: Thiên tai dã. Xâm lấn. Tai vạ, lỗi bậy bạ, không lề lối, không quy củ, càn đại, chống đối, hứng chịu. Cương tự ngoại lai chi tượng: tượng kẻ mạnh từ ngoài đến.